# Castre de São Julião de Caldelas
El castre de Sâo Julião de Ponte S. Vicente és dalt de la muntanya de Sâo Julião, que domina la part final de la Vall d'Homem, a la freguesia de Ponte, i una petita part a la de Coucieiro, al municipi de Vila Verde, districte de Braga, a Portugal. Va ser aquesta situació estratègica (control de la vall), amb els recursos (termals, silvopastorals, minerals, lítics...) presents a la zona allò que va permetre la construcció i desenvolupament d'un dels principals castres del país.

## Història
El castre va nàixer al voltant del 900 aC al cim de la muntanya i al costat d'una cova (cova de Moura). Tot i que hi ha proves d'una primera ocupació del IV o Mil·lenni III aC (presència de ceràmica de tipus “Penya”), i altres intermitents a finals del II mil·lenni aC (cabanes amb sòl de grava, forats de posts), la monumentalització i ocupació definitiva començà fa 3.000 anys al cim de la muntanya amb prop de 9 cabanes protegides per una muralla (acròpoli) i una àrea reservada al culte amb gravats rupestres. La Dra. Bettencourt va calcular-ne la població inicial en 40 persones. És l'ocupació més antiga de la conca del Cávado. Després, el castre a poc a poc es va ampliar; guanyà població, i n'arribà a l'apogeu en l'inici de la nostra era, en un important poblat protegit per 4 muralles concèntriques, governat per Malceino, fill de Dovilonis (l'estàtua del qual fou trobada per casualitat, als anys 1980, en la construcció d'un camí).

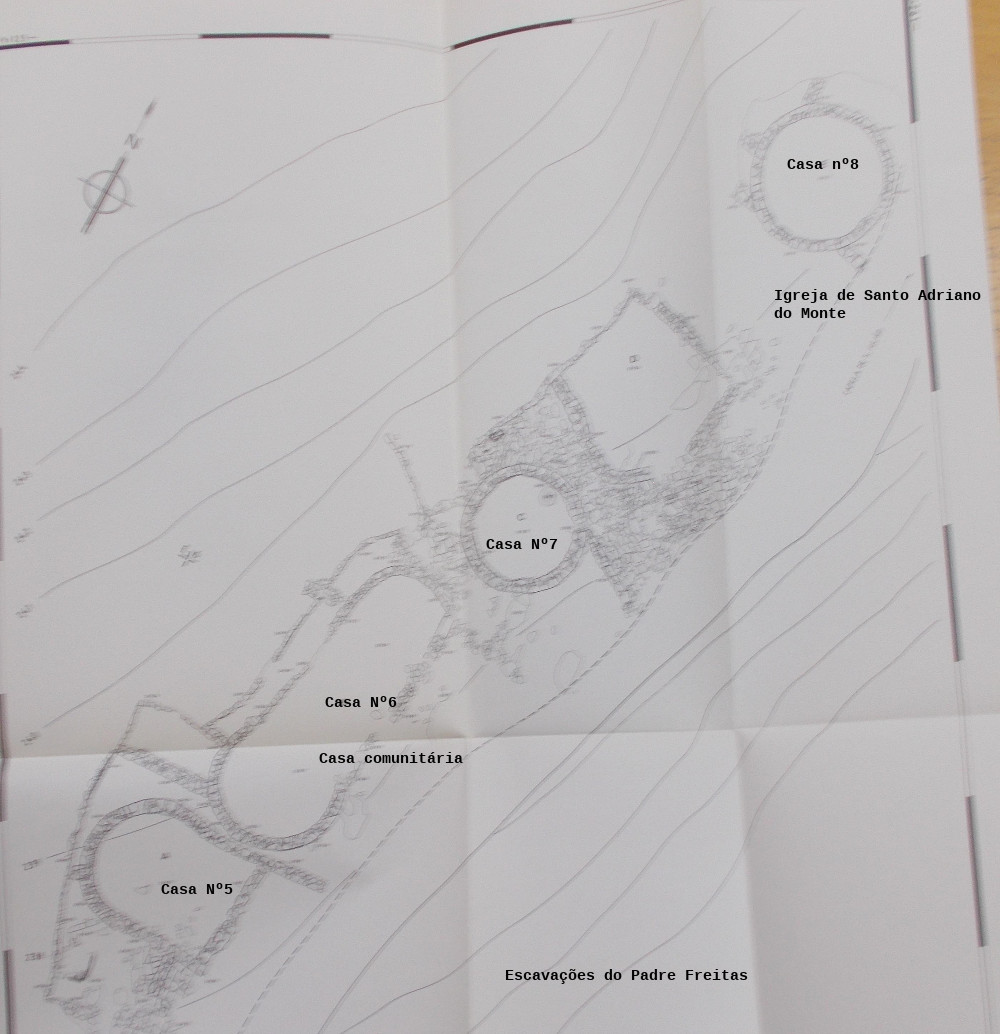
Planta de les excavacions del pare João Freitas

En el període sueu, al segle VI, amb la construcció d'una església, el castre es transforma en freguesia; aquesta església primitiva, en ruïnes, fou trobada pel capellà João Freitas, que la descriu així, sense adonar-se de la troballa:
| «               | Separada per un mur al nord, aparegué la Casa núm. 8 –de bona pedra, revestida interiorment amb pedra menuda com la casa núm. 2, circular, diàmetre de 5 metres, porta de 0,80 m. En la runa d'aquesta casa sobretot als recintes que la tanquen (estables?) es trobaren grans quantitats d'olles fragmentades, munts de fragments de teula. En aquest recinte, es van trobar al nord de la casa núm. 8, dues columnes de granit, una de completa, de 30 cm de base, 18 cm de diàmetre en el major grossor i 1,47 m d'alçada, partida en tres fragments, que, reconstituïda, guarde junt a la meua residència a Caldelas. Aquesta, de bon parament, contrasta amb l'altra trobada al mateix lloc, grosserament treballada. En aquest sector, es trobaren dues pedres amb senyals cruciformes, una de recollida, l'altra al lloc que ocupa, feliçment, sense, fins hui, haver estat desplaçada. | » |
| — João Freitas, | |   |

A la casa redona, les columnes, els “munts” de fragments, les creus, tot indica la presència d'un temple cristià o paleocristià, d'una parròquia possiblement amb el nom de Senequí o Senesquí, nom que consta en el parroquial sueu de la fi del segle vi, del concili de Lugo, en què es diu que aquesta parròquia queda a poca distància de Braga. Per l'estudi d'Almeida Fernandes sabem que aquest nom de Senequí es transformaria en Sanguinho(a). Justament, el capellà Avelino de Jesus da Costa, parlant de Sâo Julião, cita un document de 1078 que descriu Lanhas al peu de la Muntanya de Santo Adriano, on passa el rierol Sanguineto (hui, del Tojal), que va donar nom a un Lugar do Pico Sâo Cristóvão: Sanguinhedo, “In Villa Lagenas sub muntanya Sancti Adriani rivulo Sanguineto território Bracarensi” (forma molt propera a Sanguinho), que podria ser l'evolució natural del nom de l'antiga vila. El 1089, data del cens de D. Pedro (cens de les parròquies de la diòcesi de Braga, manat fer per D. Pedro, primer bisbe de Braga després de la conquista), el castre es diu llavors Santo Adriano do Monte, i deixa de ser parròquia en el temps de Sanç I de Portugal i s'uneix a la parròquia de Sâo Vicente com a lloc de Crasto.
En les consultes reials de 1258, el nom de Pelágio Aires apareix com a senyor de Crasto:
| «                           | Item, dixerunt de Crasto que fora de Pelagio Ayras et que a veieren caminar amb honor. | » |
| — consultes reials de 1258, |                                                                                        |   |

En les consultes generals de D. Dinis, del 1288:

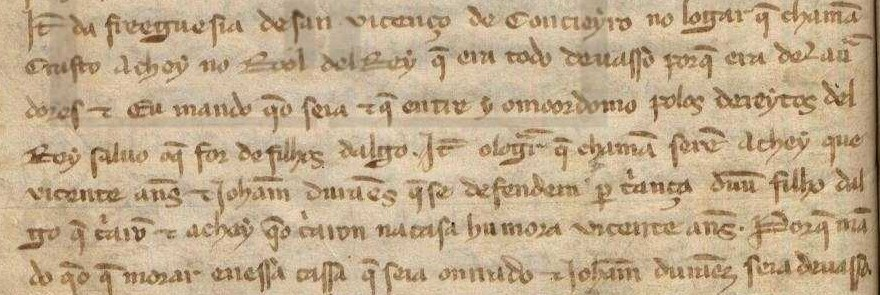
Consulta de D. Dinis de la freguesia de Sâo Vicente de Coucieiro

| «                                           | També de la freguesia de Sâo Vicente de Coucieiro, al lloc que anomenen Crasto, vaig trobar en la llista del Rei que era tot conreat, perquè era de llauradors. Jo mane que ho serà, i que hi entre el majordom, pels drets del rei, tret del que siga de cavallers..." Ha de pagar imposts, sota coacció del majordom del rei, que hauria dictat probablement la fi de l'ocupació del castre. Doncs sabem que fou habitat aparentment sense interrupció fins al temps d'Alfons V de Portugal (els vestigis més recents trobats en les excavacions del castre fetes per la Dra. Bettencourt van ser: una moneda d'aquest temps, i ceràmica del segle XV). | » |
| — consultes generals de D. Dinis, del 1288, | |   |

## Excavacions

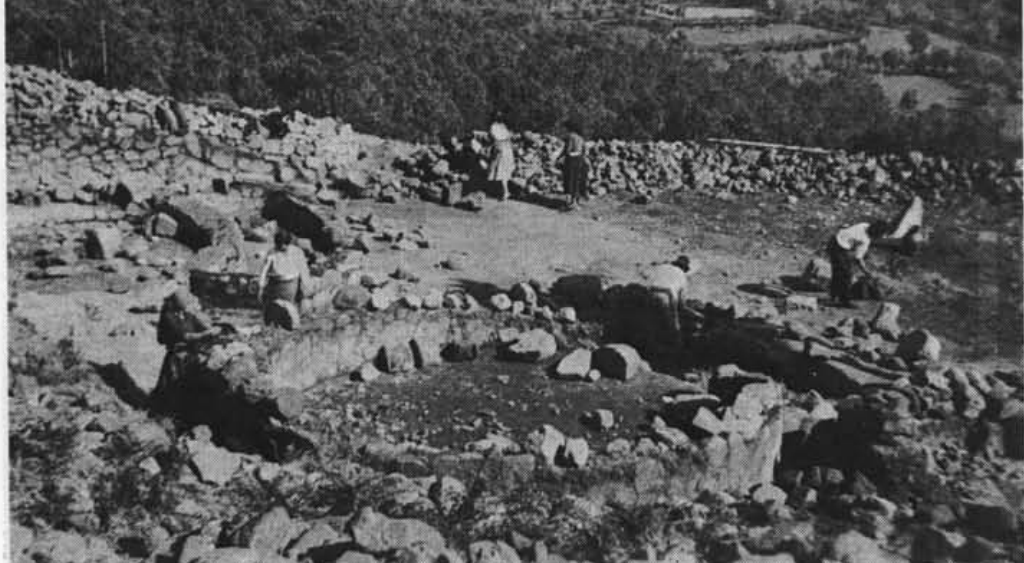
Escavació del capellà João Freitas al 1930

A partir del segle xix (Carvalho da Costa (1868,216), Pinho Leal (1874,44), Albano Belino (1909,6) i Joaquim Fontes (1919,198)), és al 1930, pel capellà João Martins de Freitas, de la vila de Caldelas (Amares) que se'n fan les primeres excavacions. A més de la referida església, també hi apareix una casa comunitària, amb bancs, usada per les dones per a teixir:
| « | Casa núm. 6-junt a la casa núm. 5, a N, no n'hi ha entre les dues més de 15 cm, hi ha la casa núm. 6, sota la referida tanca, formada per la unió de dues cases cilíndriques, i la de l'extrem nord és de menor diàmetre. Fa de llarg 11 metres, hi ha dues pedres rectangulars que serien bancs, una altra sembla un suport. Se'n van trobar en la runa seixanta peses de teler d'argila, alguns fets de trossos de teula amb el respectiu orifici i un altre de pedra... | » |
| — | |   |

Part del material recollit es troba al Museu Pio XII del Seminari de Sâo Tiago de Braga. Però la primera excavació científica comença el 8 de setembre de 1981; la fa la Unitat d'Arqueologia de la Universitat del Minho, i la Dra. Manuela Martins en col·laboració amb el Museu d'Arqueologia D. Diogo de Sousa i el finançament de la Cambra de Vila Verde, després de la publicació al 1979 d'un article en el Jornal de Noticias, de Carlos Ribeiro alertant de l'abandó d'aquest ric patrimoni.|Autor|
Els treballs de la Dra. Manuela Martins continuaren en fases curtes fins al 1985, i al 1991, en conjunt amb els treballs de la Dra. Ana Bettencourt, entre 1989 i 1996, amb el suport financer de l'Associació de les Terres Altes d'Homem i del Cávado (ATAHCA), de la Cambra, del Centre de Ciències Històriques i Socials de la UM, de l'IPPAR i de l'IPJ.

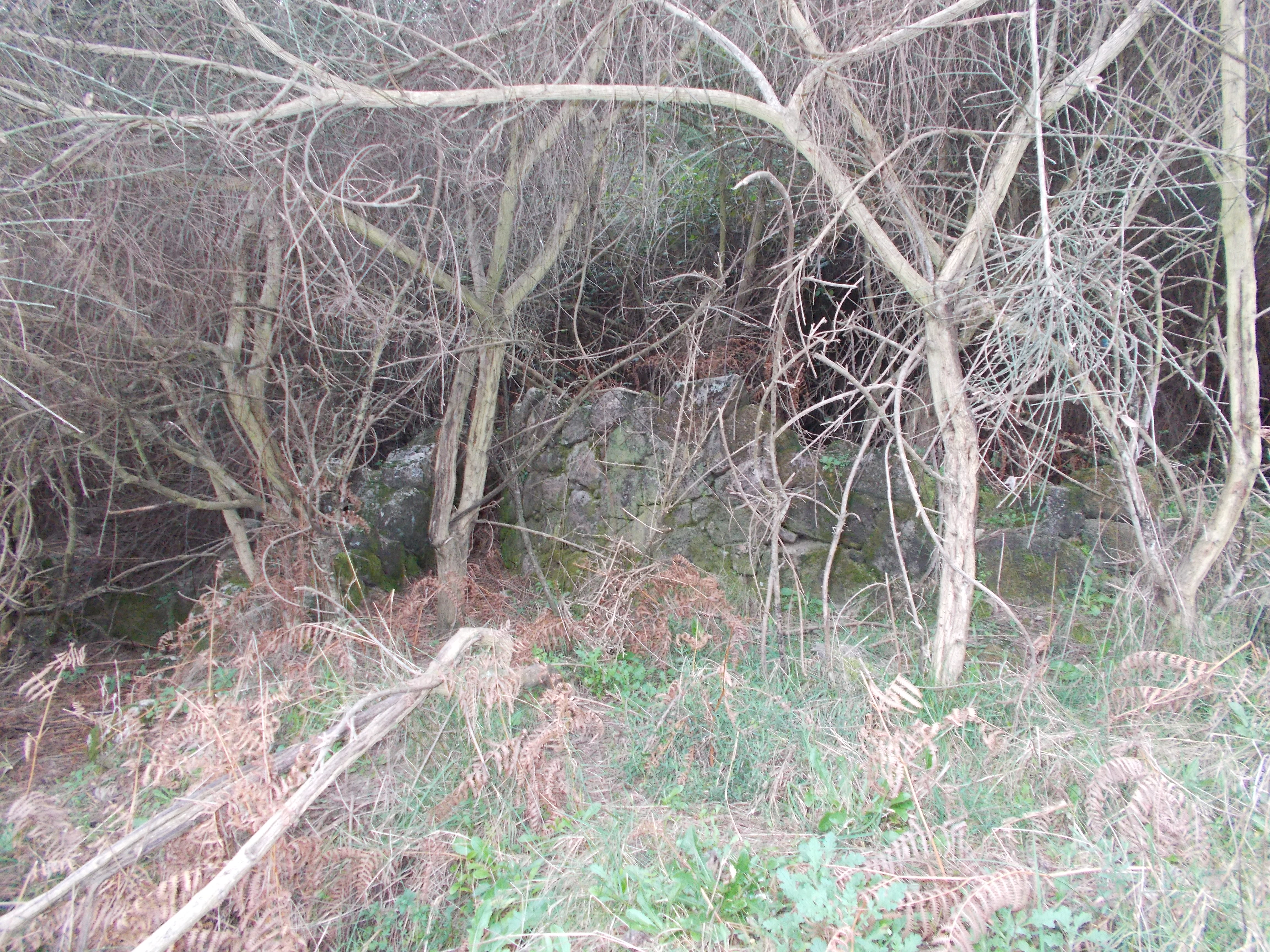
El castre al 2020: "es deteriora dia a dia, per la mà humana i l'agressivitat de la natura", Carlos Ribeiro, JN, 1979

El 2004, el castre de Sâo Julião forma part d'un projecte de candidatura lusogallega de la cultura dels castres a Patrimoni de la Humanitat. El 2005, la Dra. Manuela Martins presenta en nom de la Universitat del Minho, a l'eng. Manuel Fernandes, president de la Cambra Municipal de Vila Verde, i al Sr. prof. António Vilela, regidor de Cultura, un projecte de classificació dels castres de Sâo Julião, de Sanfins i Briteiros a Patrimoni de la Humanitat (UNESCO). El 2010 és votat, en l'Assemblea Municipal, una proposta per a la construcció d'un centre d'interpretació del castre de Sâo Julião, fins hui sense efecte.
Hui, però, la situació és pitjor que al 1979: el castre està completament abandonat, oblidat pel poder central, la Universitat del Minho i la Cambra de Vila Verde, malgrat incomptables alertes de la junta i dels ciutadans. L'àrea del castre està coberta de plantes que impedeixen l'accés i les visites (al punt de posar en perill els béns i les cases dels habitants veïns). La Cova de Moura és plena de runa d'obres. Part de les cases i de les muralles han caigut, mentre la torre, un forn, camins... estan definitivament destruïts.
Es troba classificat com a Immoble d'Interés Públic pel Decret núm. 28/82, DR, 1ª Sèrie, núm. 47, de 26 febrer 1982).

## Troballes
24.711 fragments ceràmics (ceràmica casolana i importada), 352 lítics, 21 artefactes metàl·lics, 3 de vidre (grans de vidre), 3 de matèries vegetals. S'hi trobaren també peses de teler, peses de xàrcia de pesca, proves de fosa del cobre i bronze (motles, escòria), or, treball del ferro, punyals, etc.

### Mostra de les troballes en el Museu Pio XII

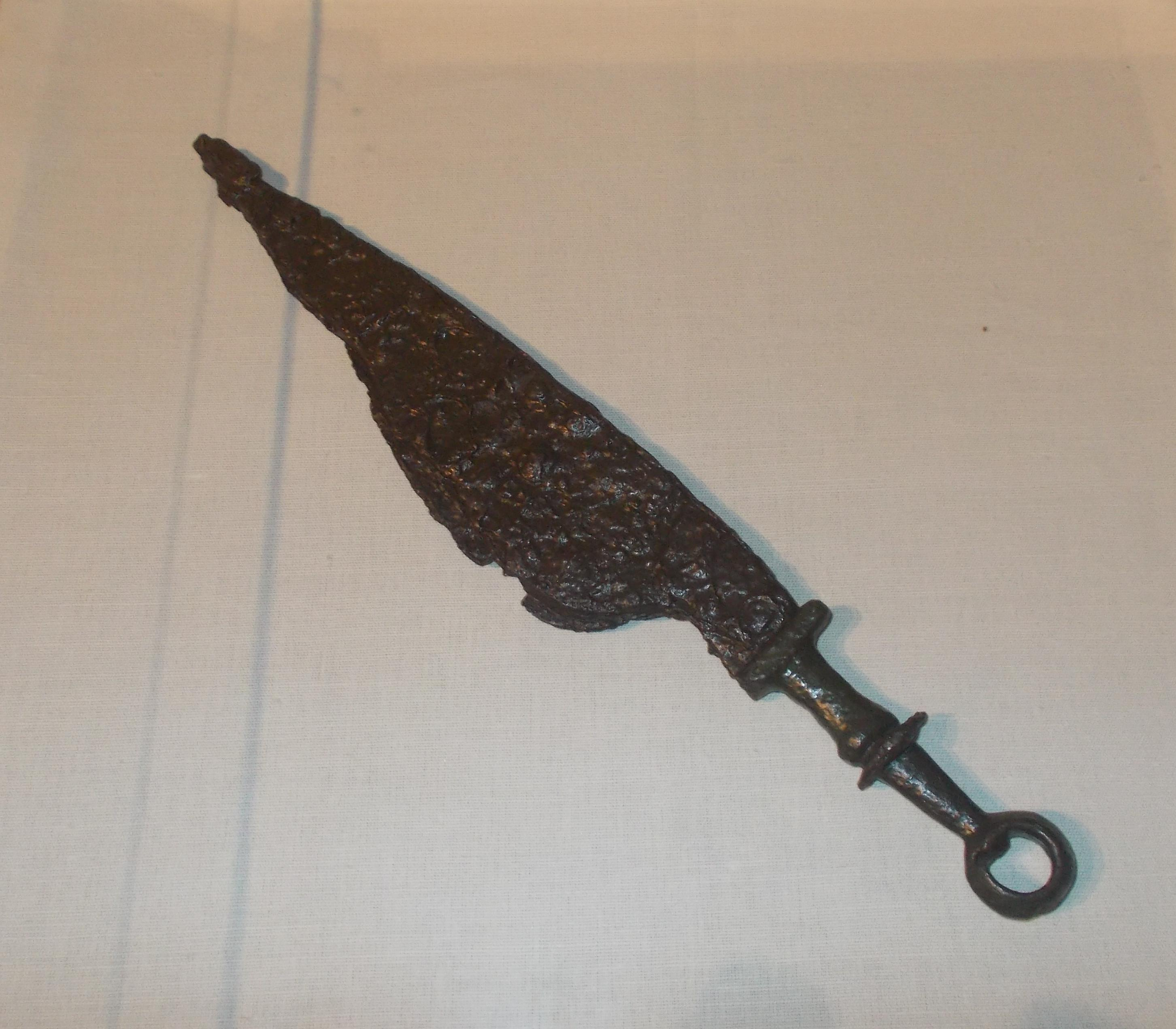
Daga de l'edat del ferro
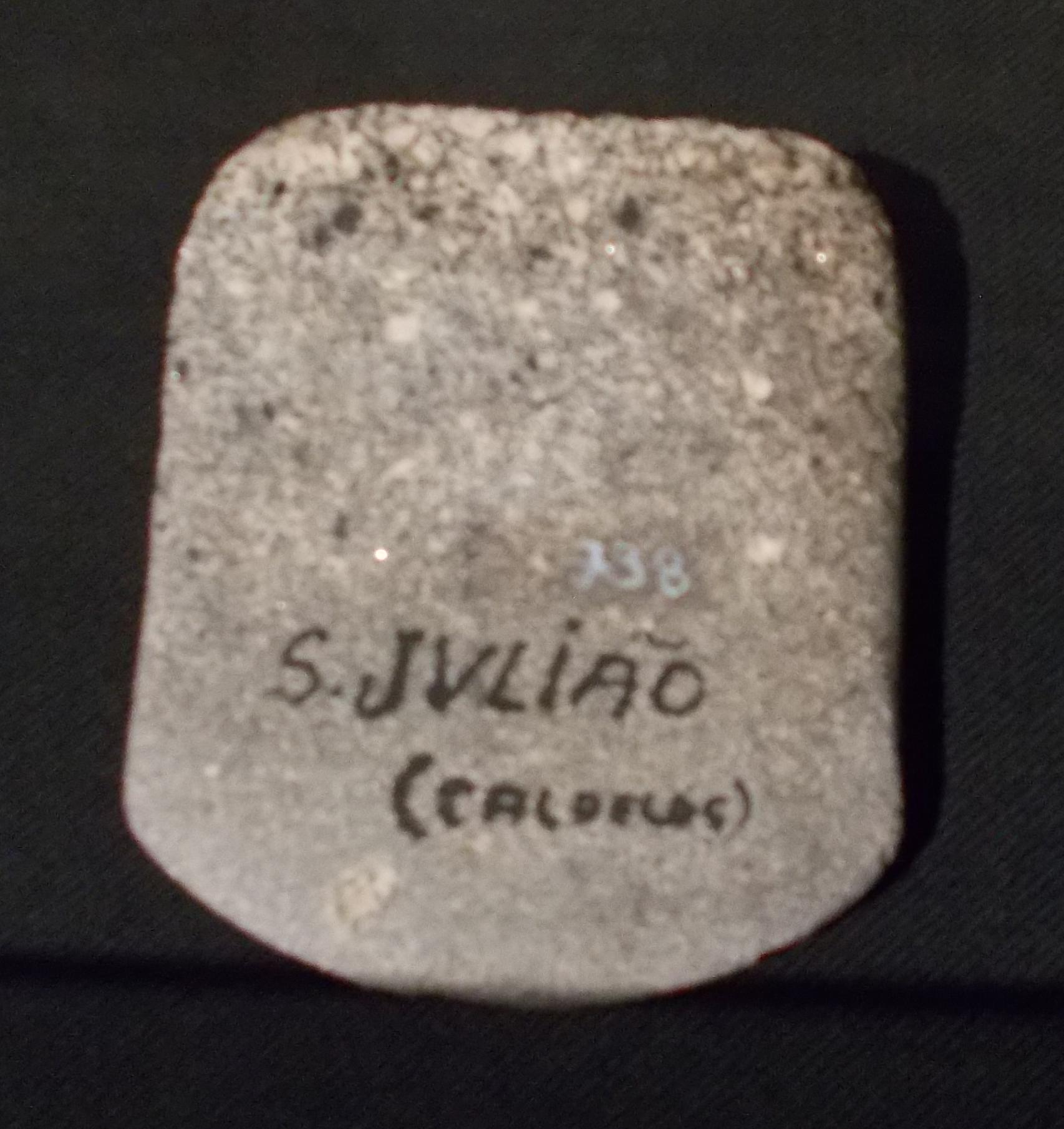
Destral de pedra
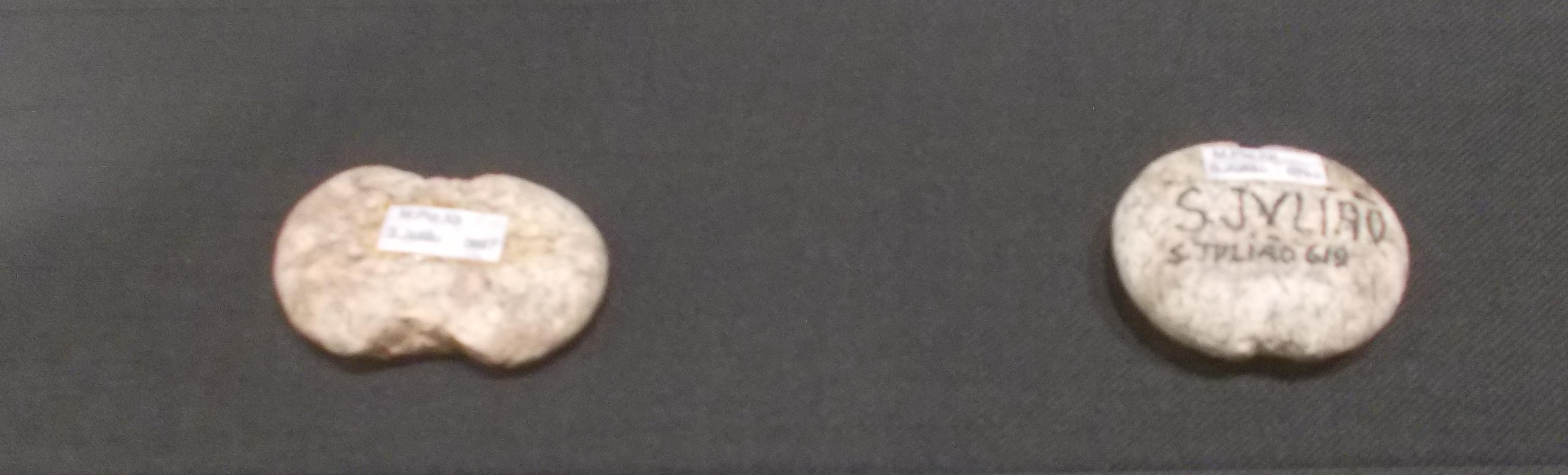
Peses de xàrcia de pesca
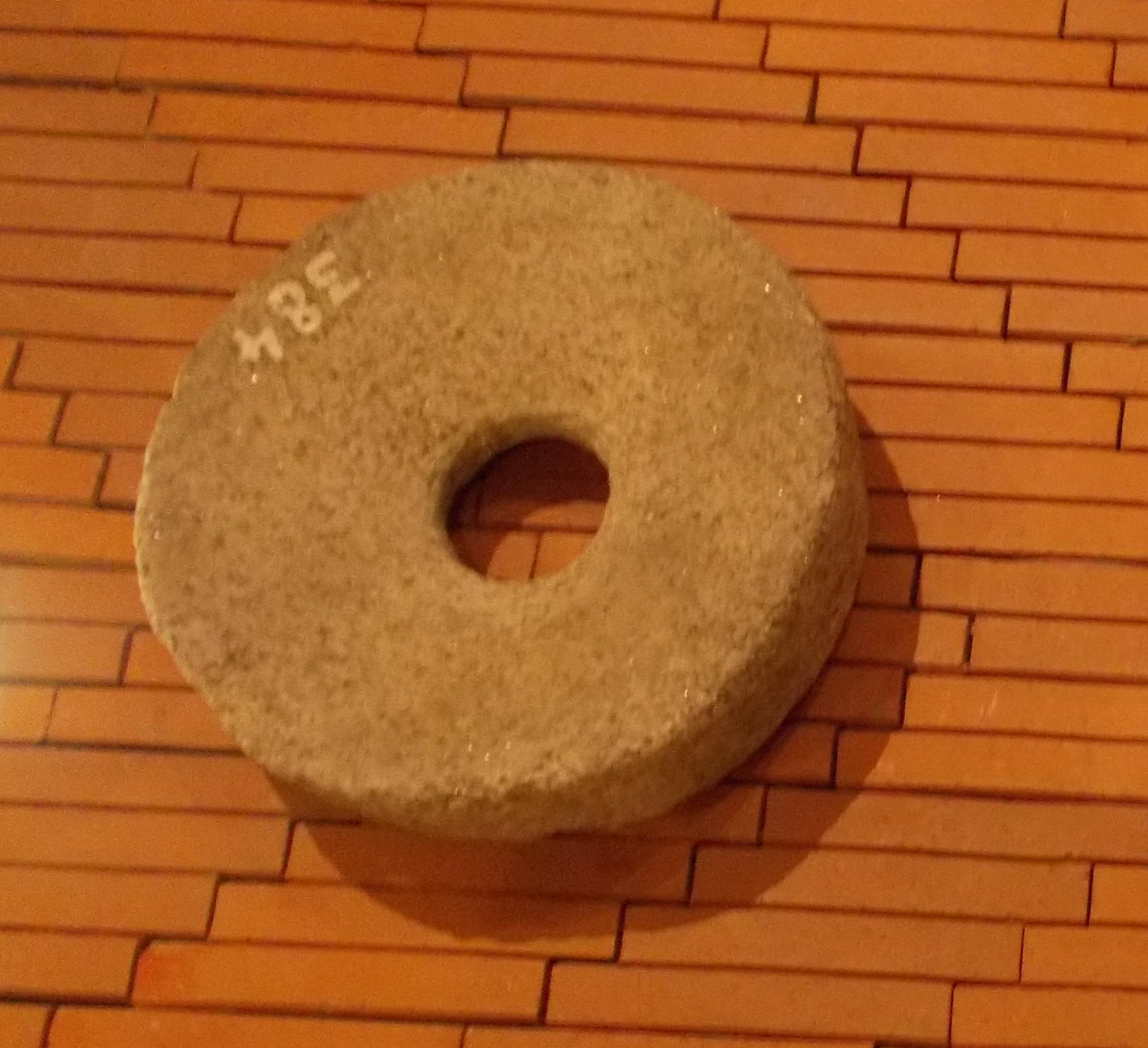
Mola sup.
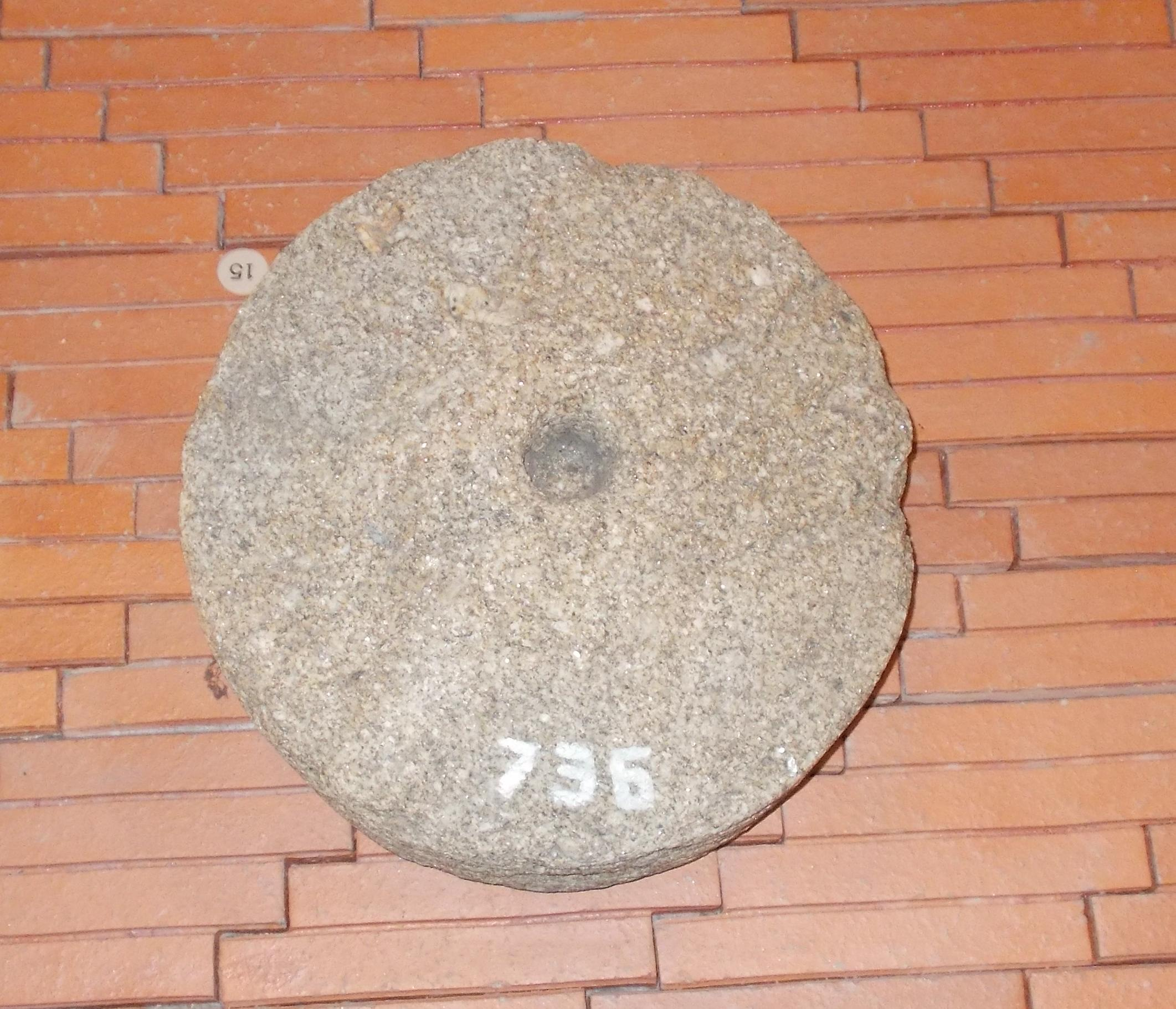
Mola inf.

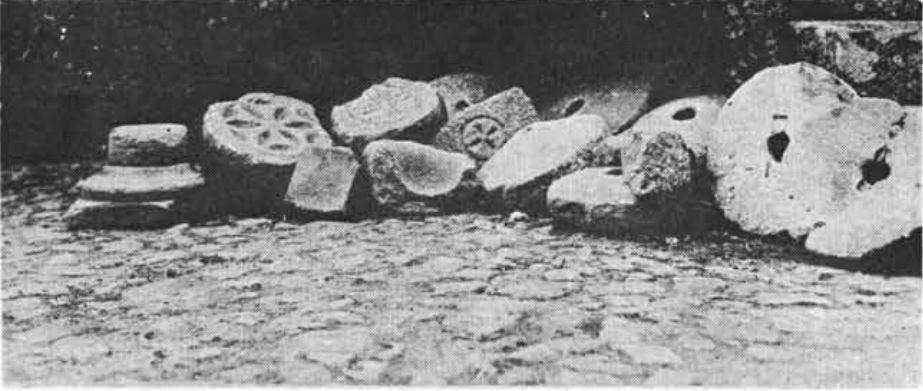
Troballes del pare João Freitas del castre de Sâo Julião amb la columna i les dues "pedres amb senyals cruciformes"

I (Iota) + Χ (Ics), Jesus Crist

A l'esquerra, una creu molta antiga, formada per la superposició de les lletres gregues ΙΧΘΥΣ: Ἰησοῦς Χριστός, Θεοῦ Υἱός, Σωτήρ (Iēsoûs Christós, Theoû Hyiós, Sōtḗr), que es tradueix per: Jesús Crist, Fill de Déu, Salvador.
- Pol·len i llavors trobats en les excavacions:[11]

Vern, vern negre, castanyer, avellaner, freixe, grèvol, ginesta, pi, roure, surera, arç blanc, perera, salze, saüc, om. Sements de fesols. Aquest estudi ens dona una millor idea de la vida quotidiana dels habitants, l'alimentació (bellotes, fesols conreats, peres, avellanes, castanyes), i de les activitats econòmiques (salze per a cistells, saüc per a tints, roure en l'adoberia, sureres en l'apicultura, doncs s'hi trobà cera d'abella).
- L'estàtua de Malceino:[12]

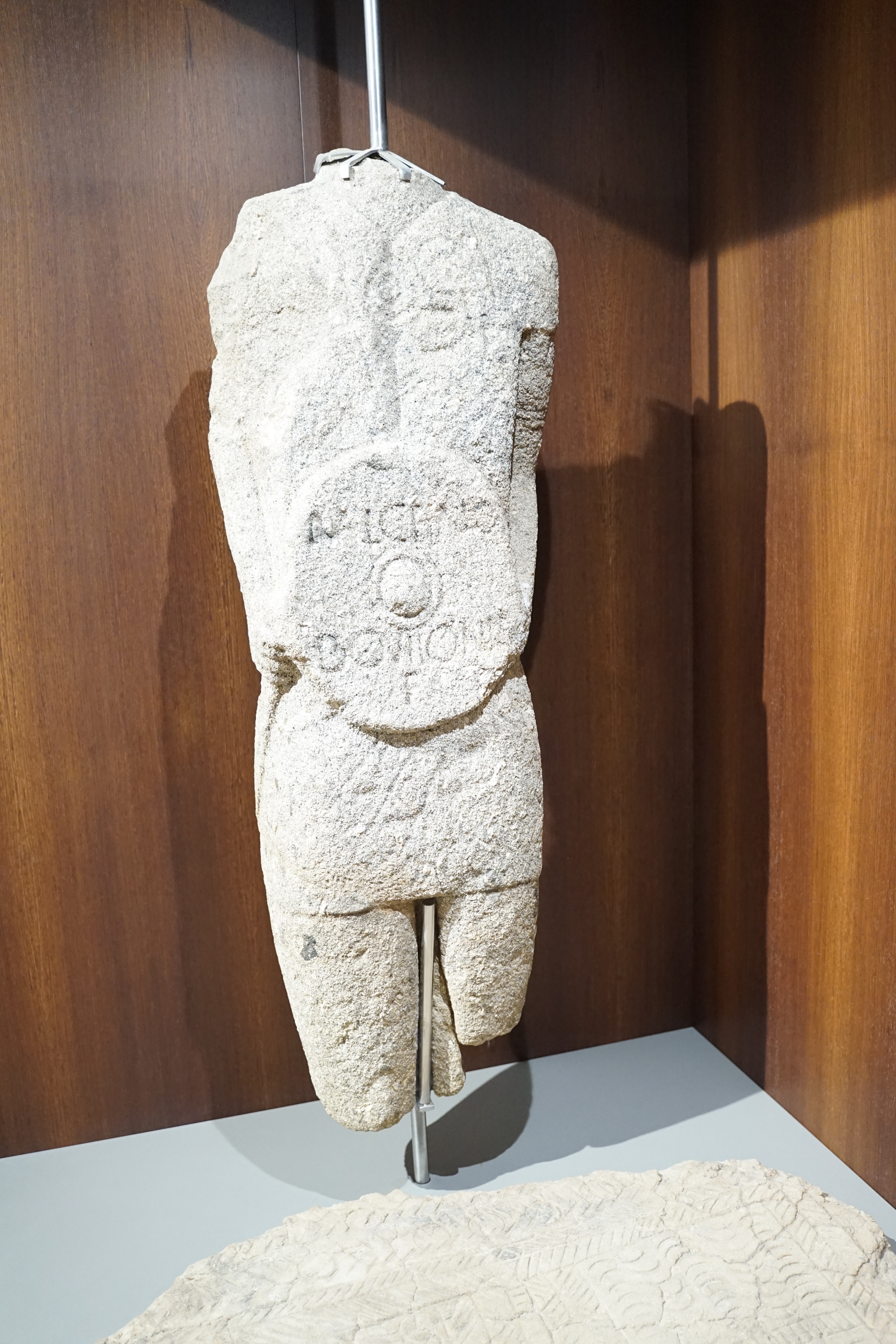
Malceino, fill de Dovilonis, Museu D. Diogo de Sousa, Braga

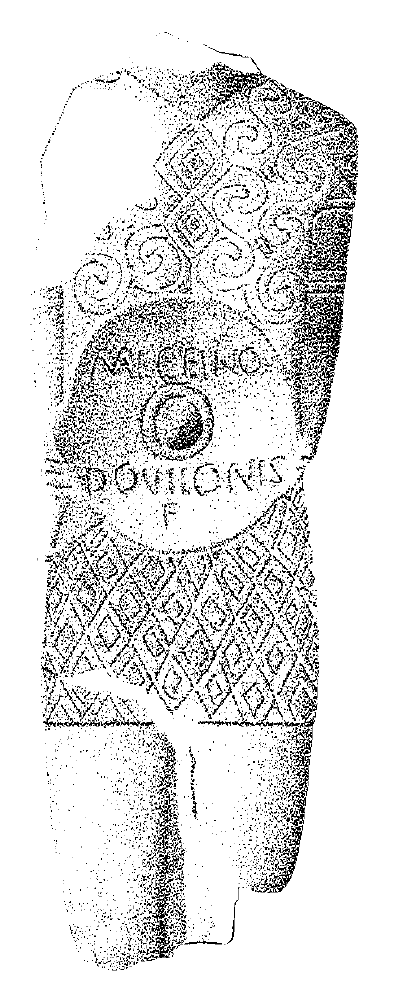

Es va descobrir, al castre de Sâo Julião, una estàtua (de 1,5 m d'alçada) d'un guerrer galaic, partida. Se'n trobaren dos fragments i en resten per descobrir el cap, un braç, part del pit i de les cames. Vesteix una túnica curta, amb un punyal a la cintura i un escut amb la inscripció en llatí: Malceino Dovilonis F (de filio), és a dir: Maceino, fill de Dovilonis. Malceino podria voler dir: 'fill de la muntanya'. Seria cap del llogaret, ja després de la conquesta romana, encara que el torque (collaret), símbol de poder, no siga visible, a causa de la decapitació de l'estàtua.

## Llegendes
El castre, i en especial la cova de Moura, són tema d'algunes llegendes, algunes de mil·lenàries. La més popular es narra en les consultes reials de 1758, pel capellà de Sâo Vicente, l'abat João do Amaral i Abreu:
| «                         | Al cim de la muntanya de Sâo Julião hi ha la capella de Sâo Julião sobre um penyal gran, i té el penyal capacitat de caminar-se al voltant de la capella. Sota d'aquest penyal per la part del sud hi ha una concavitat, anomenada la cova de la Moura, i per aquesta cova diuen que duien els mouros a beure els cavalls al riu Homem, cosa que sembla dificultosa. I per la part del nord hi ha una planície en què es veuen vestigis que en aquell lloc hi hagué trinxera o murs dels moros i del tot estan arruïnats, i es camina per tota la muntanya sense impediment. I per la part del naixent junt a la capella es veuen ruïnes i mostren ser de cases, molt juntes i petites, i de pedra molt menuda, i hi ha rajoles grosses, i fragments de teules i és tradició que hi habitaren els moros | » |
| — João do Amaral i Abreu, | |   |

Ací el castre s'associa erradament a la presència de musulmans, després hi ha un túnel que connecta el castre al riu, al pont de Rodas de Caldelas. Curiosament, el pont i la capella són dos extrems de la freguesia de Sâo Vicente, connectats per aquesta línia virtual del túnel. Mai hi hagué un túnel a la cova de Moura, però sí a la dreta de l'entrada, al fons, un “pou” molt profund, amb aigua, que va quedar enterrat als anys 1980.
A la freguesia de Barros una altra llegenda, molt semblant, parla d'un túnel amb molt d'or, que connecta la Quinta de Mouro, que va pertànyer als senyors de Regalados, amb la cova de Moura. Aquesta mina existeix, va ser en part recorreguda per l'antic capellà de la freguesia i alguns aventurers, que en fugiren pel gran nombre de cobres existent.
També es diu que entre Sâo Julião i Castelhão (Sequeiros) i Sâo Sebastião (Caldelas) hi ha la campana d'or del rei Mourão. La presència de mores encantades apareix en moltes rondalles, algunes filant or. Finalment, prop de la muntanya de Sâo Julião hi ha un altre turó, anomenat Corte da Vaca on, es diu, quedava el cementeri de la població del castre. És poc probable que fossen enterrats enmig dels penyals, però, de fet, aquestes pedres podrien haver servit de matèria primera per a les construccions funeràries megalítiques de Couciero (dolmen de Linhares i altres de destruïdes).